# باول فيرنر غاست
باول فيرنر غاست (بالإنجليزية: Paul Werner Gast)‏ هو جيولوجي أمريكي، ولد في 11 سبتمبر 1930 في شيكاغو في الولايات المتحدة، وتوفي في 16 مايو 1973.